# You Sexy Thing
You Sexy Thing è una canzone pop registrata dal gruppo inglese Hot Chocolate.

## Il brano
You Sexy Thing fu scritta dal principale cantante del gruppo Errol Brown, insieme al produttore Mickie Most. Il singolo raggiunse la seconda posizione della classifica inglese nel 1975, e la numero tre della Billboard Hot 100 l'anno successivo.
La canzone era stata inizialmente pubblicata come lato B. Non convinto del potenziale del brano, il produttore Most alla fine si convinse a pubblicarla come doppio lato A insieme al brano Blue Night. In seguito il brano fu remixato dallo stesso Most, che la ripubblicò come singolo, facendo ottenere al disco un successo inaspettato.
Nel periodo in cui il brano fu scritto, si pensò che ci sarebbero potuti essere problemi con la censura, a causa dei contenuti del brano. Nella canzone infatti il cantante ringrazia esplicitamente una donna per aver accettato di fare l'amore con lui.
Nel 1987 un remix di Ben Liebrand raggiunse la posizione numero 10. Nel 1994 fu inoltre registrata una cover del brano dai Deee-Lite. Quando la canzone fu utilizzata nella colonna sonora del film Full Monty - Squattrinati organizzati (dove Errol Brown compare in una scena) nel 1997, il singolo entrò nuovamente in top ten (posizione numero sei). Di fatto, il brano è riuscito nell'impresa di entrare in top ten negli anni settanta, ottanta e novanta.
Di You Sexy Thing è stata registrata una cover dai Tom Tom Club nel 1992 per l'album Dark Sneak Love Action. Altre due cover sono state pubblicate quasi contemporaneamente alla ristampa degli Hot Chocolate nel 1997. Curiosamente, per una settimana, la classifica inglese ha ospitato ben tre versioni del singolo. La prima cover fu registrata dai Clock, mentre la seconda dal gruppo dei T-Shirt, è stata per tre volte disco di platino in Australia. Anche gli Stereophonics hanno registrato una reinterpretazione del brano per l'album Radio 1: Established 1967. La reinterpretazione più recente del brano è stata registrata dal gruppo australiano 7 Minutes In Heaven.

## Utilizzo nei media
- Inserita nel film del 1994 Scemo & più scemo (versione di Deee-Lite).
- Inserita nel film del 1995 Pesi massimi
- Inserita nel film del 1997 Boogie Nights - L'altra Hollywood
- Inserita nel film del 1997 Full Monty - Squattrinati organizzati
- Inserita nel film del 1999 L'uomo bicentenario
- Inserita nel film del 2000 Fatti, strafatti e strafighe
- Inserita nel film del 2001 La rivincita delle bionde
- Inserita nel film del 2001 Rat Race
- Inserita nel 2001 in un episodio della serie I Simpson
- Inserita nel 2005 in un episodio della serie The Office
- Inserita nel 2006 in un episodio della serie  Malcolm in the Middle.
- Inserita nel film del 2007 Perfect Stranger
- Inserita nel film del 2007 Chaos Theory.
- Inserita nel film del 2008 Notte brava a Las Vegas.
- Inserita nel film del 2008 Nick & Norah - Tutto accadde in una notte